# 薩姆特 (明尼蘇達州)
薩姆特（英語：Sumter）是位於美國明尼蘇達州麥克萊德縣薩姆特鎮區的一個非建制地區。

## 地理
薩姆特所處的海拔為高於海平面314米（即1030英呎），而該地所採用的時區為UTC-6，即北美中部時區（CST）。同時該地設有夏令時間，為UTC-6調快一小時，即UTC-5（CDT）。